# جاي سيمبسون
جاي سيمبسون (بالإنجليزية: Jay Simpson)‏ هو ممثل بريطاني، ولد في 1967 بلندن في المملكة المتحدة.

## أعمال

### أفلام
- (2005) كبرياء وتحامل[2]
- (2008) فتاة بيضاء
- (2019) تشيرنوبيل

## وصلات خارجية
- جاي سيمبسون على موقع IMDb (الإنجليزية)
- جاي سيمبسون على موقع قاعدة بيانات الفيلم (الإنجليزية)